# Сату-Ноу (Брашов)
Сату-Ноу (рум. Satu Nou) — село у повіті Брашов в Румунії. Входить до складу комуни Хелкіу.
Село розташоване на відстані 155 км на північ від Бухареста, 15 км на північний захід від Брашова.

## Населення
За даними перепису населення 2002 року у селі проживали 1074 особи.
Національний склад населення села:
| Національність | Кількість осіб | Відсоток |
| -------------- | -------------- | -------- |
| угорці         | 573            | 53,4%    |
| румуни         | 439            | 40,9%    |
| цигани         | 62             | 5,8%     |

Рідною мовою назвали:
| Мова      | Кількість осіб | Відсоток |
| --------- | -------------- | -------- |
| угорська  | 645            | 60,1%    |
| румунська | 425            | 39,6%    |